# Championnats d'Asie de tir à l'arc
Le championnat d'Asie de tir à l'arc est une compétition sportive de tir à l'arc organisé par la World Archery Asia. Le championnat comprend les épreuves de tir à l'arc en extérieur pour l'arc classique et à l'arc à poulie.

## Éditions
| Édition | Année | Ville     | Pays           |
| ------- | ----- | --------- | -------------- |
| 1       | 1980  | Calcutta  | Inde           |
| 2       | 1981  | Singapour | Singapour      |
| 3       | 1983  | Hong Kong | Hong Kong      |
| 4       | 1985  | Jakarta   | Indonésie      |
| 5       | 1988  | Calcutta  | Inde           |
| 6       | 1989  | Pékin     | Chine          |
| 7       | 1991  | Manille   | Philippines    |
| 8       | 1993  | Jakarta   | Indonésie      |
| 9       | 1996  | Chonburi  | Thaïlande      |
| 10      | 1997  | Langkawi  | Malaisie       |
| 11      | 1999  | Pékin     | Chine          |
| 12      | 2001  | Hong Kong | Hong Kong      |
| 13      | 2003  | Rangoun   | Birmanie       |
| 14      | 2005  | New Delhi | Inde           |
| 15      | 2007  | Xi'an     | Chine          |
| 16      | 2009  | Denpasar  | Indonésie      |
| 17      | 2011  | Téhéran   | Iran           |
| 18      | 2013  | Taipei    | Taipei chinois |
| 19      | 2015  | Bangkok   | Thaïlande      |
| 20      | 2017  | Dacca     | Bangladesh     |
| 21      | 2019  | Bangkok   | Thaïlande      |
| 22      | 2021  | Dacca     | Bangladesh     |
| 23      | 2023  | Bangkok   | Thaïlande      |